# Roberto Cravero
Roberto Cravero (Venaria Reale, 3 gennaio 1964) è un dirigente sportivo ed ex calciatore italiano, di ruolo difensore.

## Caratteristiche tecniche
Ricopriva il ruolo di libero.

## Carriera

### Giocatore

#### Club
Cresciuto nelle giovanili del Torino, esordì in Serie A il 16 maggio 1982 a 18 anni. Senza disputare alcun incontro la stagione successiva, passò per due anni al Cesena in B. Tornato alla casa madre nel 1985, divenne titolare dalla stagione 1986-1987. Per sei stagioni fu titolare fisso, diventando anche capitano.
Con la maglia granata visse la retrocessione del 1989, il terzo posto in campionato e la finale di Coppa UEFA contro l'Ajax (1992). Passato alla Lazio nel 1992 per 7,5 miliardi di lire, rimase nella capitale per tre anni, tornando a Torino nel 1995 e lasciando il calcio giocato nel 1998.

#### Nazionale
Fu convocato in nazionale per il campionato d'Europa 1988, in cui però non scese mai in campo. Nello stesso anno disputò alcune gare ai Giochi olimpici di Seul. Collezionò inoltre 12 presenze nell'Italia under 21.

### Dopo il ritiro
Subito dopo il ritiro diventa team manager dello stesso Torino fino al 2000. Successivamente si dedica all'apertura di una propria scuola calcio. Nel 2003 ritorna all'ombra della Mole, assumendo l'incarico di direttore sportivo del Toro fino al 2005.
Nel 2000 lo si vede in televisione come opinionista su Telelombardia. Poi seguirà, nelle vesti di commentatore tecnico, alcune partite di campionato, prima per TELE+ poi per Mediaset. È poi commentatore tecnico delle partite di UEFA Champions League trasmesse in chiaro sulle reti Mediaset e delle partite di Serie A su Mediaset Premium. Affianca Massimo Callegari nella telecronaca delle partite del campionato del mondo del 2018 in Russia. Passa poi, insieme a Callegari e ad altri giornalisti Mediaset, a DAZN, nuova piattaforma che trasmette alcune partite della Serie A dalla stagione 2018-2019. Dal 2021 è la seconda voce nelle telecronache delle gare di Champions, Coppa Italia, qualificazioni delle nazionali a Euro 2024 e Mondiale per club sulle reti Mediaset.

## Statistiche

### Presenze e reti nei club
| Stagione        | Squadra         | Campionato      | Campionato | Campionato | Coppe nazionali | Coppe nazionali | Coppe nazionali | Coppe continentali | Coppe continentali | Coppe continentali | Altre coppe | Altre coppe | Altre coppe | Totale | Totale |
| Stagione        | Squadra         | Comp            | Pres       | Reti       | Comp            | Pres            | Reti            | Comp               | Pres               | Reti               | Comp        | Pres        | Reti        | Pres   | Reti   |
| --------------- | --------------- | --------------- | ---------- | ---------- | --------------- | --------------- | --------------- | ------------------ | ------------------ | ------------------ | ----------- | ----------- | ----------- | ------ | ------ |
| 1981-1982       | Torino          | A               | 1          | 0          | CI              | 0               | 0               | -                  | -                  | -                  | -           | -           | -           | 1      | 0      |
| 1982-1983       | Torino          | A               | 0          | 0          | CI              | 0               | 0               | -                  | -                  | -                  | -           | -           | -           | 0      | 0      |
| 1983-1984       | Cesena          | B               | 33         | 2          | CI              | 0               | 0               | -                  | -                  | -                  | -           | -           | -           | 33     | 2      |
| 1984-1985       | Cesena          | B               | 34         | 3          | CI              | 0               | 0               | -                  | -                  | -                  | -           | -           | -           | 34     | 3      |
| Totale Cesena   | Totale Cesena   | Totale Cesena   | 67         | 5          |                 | 0               | 0               |                    | -                  | -                  |             | -           | -           | 67     | 5      |
| 1985-1986       | Torino          | A               | 8          | 0          | CI              | 5               | 0               | CU                 | 2                  | 0                  | TE          | 4           | 0           | 19     | 0      |
| 1986-1987       | Torino          | A               | 28         | 3          | CI              | 6               | 0               | CU                 | 8                  | 0                  | -           | -           | -           | 42     | 3      |
| 1987-1988       | Torino          | A               | 29+1       | 3          | CI              | 12              | 0               | -                  | -                  | -                  | -           | -           | -           | 42     | 3      |
| 1988-1989       | Torino          | A               | 29         | 3          | CI              | 4               | 0               | -                  | -                  | -                  | -           | -           | -           | 33     | 3      |
| 1989-1990       | Torino          | B               | 34         | 6          | CI              | 1               | 0               | -                  | -                  | -                  | -           | -           | -           | 35     | 6      |
| 1990-1991       | Torino          | A               | 30         | 1          | CI              | 6               | 1               | CM                 | 1                  | 0                  | -           | -           | -           | 37     | 2      |
| 1991-1992       | Torino          | A               | 24         | 1          | CI              | 4               | 0               | CU                 | 10                 | 0                  | -           | -           | -           | 38     | 1      |
| 1992-1993       | Lazio           | A               | 30         | 3          | CI              | 4               | 0               | -                  | -                  | -                  | -           | -           | -           | 34     | 3      |
| 1993-1994       | Lazio           | A               | 29         | 5          | CI              | 1               | 0               | CU                 | 2                  | 2                  | -           | -           | -           | 32     | 7      |
| 1994-1995       | Lazio           | A               | 23         | 2          | CI              | 7               | 2               | CU                 | 7                  | 1                  | -           | -           | -           | 37     | 5      |
| lug.-set. 1995  | Lazio           | A               | 0          | 0          | CI              | 1               | 0               | CU                 | 0                  | 0                  | -           | -           | -           | 1      | 0      |
| Totale Lazio    | Totale Lazio    | Totale Lazio    | 82         | 10         |                 | 13              | 2               |                    | 9                  | 3                  |             | -           | -           | 104    | 15     |
| set. 1995-1996  | Torino          | A               | 20         | 0          | CI              | 0               | 0               | -                  | -                  | -                  | -           | -           | -           | 20     | 0      |
| 1996-1997       | Torino          | B               | 17         | 0          | CI              | 0               | 0               | -                  | -                  | -                  | -           | -           | -           | 17     | 0      |
| 1997-1998       | Torino          | B               | 13+1       | 0          | CI              | 3               | 0               | -                  | -                  | -                  | -           | -           | -           | 17     | 0      |
| Totale Torino   | Totale Torino   | Totale Torino   | 233+2      | 17         |                 | 41              | 1               |                    | 21                 | 0                  |             | 4           | 0           | 301    | 18     |
| Totale carriera | Totale carriera | Totale carriera | 384        | 32         |                 | 54              | 3               |                    | 30                 | 3                  |             | 4           | 0           | 472    | 38     |

## Palmarès

### Club

#### Competizioni nazionali
- Campionato italiano di Serie B: 1

Torino: 1989-1990

#### Competizioni internazionali
- Coppa Mitropa: 1

Torino: 1991